# Steve « Lips » Kudlow
Steve « Lips » Kudlow est un guitariste et chanteur de heavy metal canadien, originaire de Toronto.
En 1977, il fonde le groupe Anvil avec son ami de toujours Robb Reiner.

## Discographie
- Hard 'N' Heavy (1981)
- Metal on Metal (1982)
- Forged in Fire (1983)
- Backwaxed (1985)
- Strength of Steel (1987)
- Pound for Pound (1988)
- Past and Present - Live in Concert (1989)
- Molten Masterpieces (compilation des 2 premiers albums) (1989)
- Worth the Weight (1991)
- Plugged in Permanent (1996)
- Absolutely no Alternative (1997)
- Speed of Sound (1999)
- Anthology of Anvil (1999)
- Plenty of Power (2001)
- Still going Strong (2002)
- Back to the Basics (2004)
- This is Thirteen (2008)
- Juggernaut of Justice (2011)

## Filmographie
- Anvil! The Story of Anvil (2008)
- Sons of Anarchy (2009) : Saison 2, Épisode 2
- The Green Hornet (2010) de Michel Gondry